# Административное деление Португалии
Административное деление Португалии в настоящее время находится в процессе перестройки. До 2003 года территория Португалии была разделена на 18 округов, 308 муниципалитетов и примерно 4261 общину («фрегезии»), причём только последние 2 уровня имели собственные органы власти.

## Области

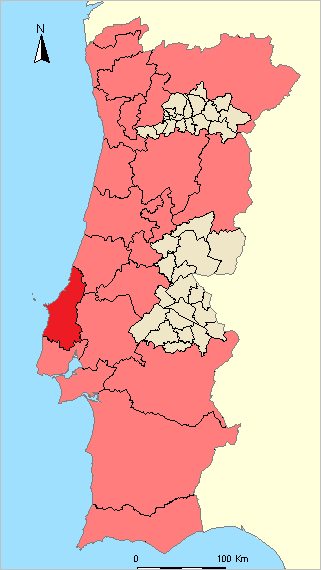
Деление страны на межмуниципальные сообщества и агломерации. Бежевые области — ещё не объединившиеся муниципалитеты. Красным — Западное городское сообщество.

В конституции 1976 года, после отмены провинций, было записано, что «на материке местные органы власти включают общины, муниципалитеты и административные области» (регионы; порт. regiões administrativas). Однако в 1976 году автономные области были созданы лишь на островах, с отменой деления на округа. В континентальной части процесс задержался из-за многочисленных обсуждений. При этом ст. 291 Конституции оговаривает, что на территориях, где ещё административные области не учреждены де факто, сохраняется деление на округа (порт. divisão distrital), управление которых осуществляется ассамблеями, состоящими из представителей муниципалитетов. Закон 1977 года также позволил округам продолжать существование, пока области не будут сформированы. Так как этого так и не произошло, во всей Континентальной Португалии сохраняется деление на округа, которые, впрочем, почти не выполняют административных функций. Очередная попытка ввести 8 административных областей с определённой степенью автономии обсуждалась на референдуме 8.11.1998 года, однако была отвергнута более чем 60 % голосовавших.
В 2003 году правительство избрало другую тактику создания более крупных и частично автономных образований. Согласно закону № 11/2003 от 13.05.03, всем континентальным муниципалитетам было предложено объединяться в группы. В зависимости, в основном, от совокупного населения такие группы стали называться:
- межмуниципальные сообщества (порт. comunidades intermunicipais / ComInter) — менее 150 тыс. чел.
- городские агломерации (areas metropolitanas), которые бывают двух типов:
  - городские сообщества (порт. comunidades urbanas / ComUrb) — свыше 150 тыс. чел.
  - крупные городские агломерации (порт. grandes áreas metropolitanas, GAM) — свыше 350 тыс. чел.

В настоящее время большая часть муниципалитетов страны включены в такие объединения, за исключением двух скоплений на севере и востоке. По мере окончательного сформирования всех таких сообществ, деление на округа должно окончательно выйти из употребления.

## Автономные регионы
Островные территории (Азорские острова и Мадейра) имеют статус автономных областей (порт. regiões autónomas). Они делятся сразу на муниципалитеты и общины. Представительным органом автономной области является законодательная ассамблея, избираемая населением области, а исполнительным — областное правительство. Португальскую Республику в автономной области представляет представитель Португальской Республики, назначаемый президентом страны. Премьер-министр автономии назначается представителем Португальской Республики.

## Округа

Округа и муниципалитеты.

Округа (порт. distrito) в Португалии были созданы в 1835 году и до последнего времени оставались основным уровнем административно-территориального деления континентальной части страны. Они по-прежнему служат основой для разнообразных систем деления страны, от избирательных районов до местных футбольных ассоциаций. В настоящее время в стране 18 округов, до 1976 года ещё 3 автономных округа было на Азорах и один на Мадейре.
| №                  | Административная единица на русском языке (на оригинальном языке) | Административный центр на русском языке (на оригинальном языке) | Площадь, км²       | Население, чел. (2011) | Плотность, чел./км² |                    |                    |                    |                    |
| Автономные регионы | Автономные регионы                                                | Автономные регионы                                              | Автономные регионы | Автономные регионы     | Автономные регионы  | Автономные регионы | Автономные регионы | Автономные регионы | Автономные регионы |
| ------------------ | ----------------------------------------------------------------- | --------------------------------------------------------------- | ------------------ | ---------------------- | ------------------- | ------------------ | ------------------ | ------------------ | ------------------ |
| 1                  | Азорские острова (Açores)                                         | Понта-Делгада (Ponta Delgada)                                   | 2322               | 246 772                | 106,28              |                    |                    |                    |                    |
| 2                  | Мадейра (Madeira)                                                 | Фуншал (Funchal)                                                | 785                | 267 785                | 341,13              |                    |                    |                    |                    |
| Округа             |                                                                   |                                                                 |                    |                        |                     |                    |                    |                    |                    |
| 3                  | Авейру (Aveiro)                                                   | Авейру (Aveiro)                                                 | 2800               | 714 200                | 255,07              |                    |                    |                    |                    |
| 4                  | Бежа (Beja)                                                       | Бежа (Beja)                                                     | 10 266             | 152 758                | 14,88               |                    |                    |                    |                    |
| 5                  | Брага (Braga)                                                     | Брага (Braga)                                                   | 2706               | 848 185                | 313,45              |                    |                    |                    |                    |
| 6                  | Браганса (Bragança)                                               | Браганса (Bragança)                                             | 6599               | 136 252                | 20,65               |                    |                    |                    |                    |
| 7                  | Каштелу-Бранку (Castelo Branco)                                   | Каштелу-Бранку (Castelo Branco)                                 | 6627               | 196 264                | 29,62               |                    |                    |                    |                    |
| 8                  | Коимбра (Coimbra)                                                 | Коимбра (Coimbra)                                               | 3974               | 430 104                | 108,23              |                    |                    |                    |                    |
| 9                  | Эвора (Évora)                                                     | Эвора (Évora)                                                   | 7392               | 166 726                | 22,55               |                    |                    |                    |                    |
| 10                 | Фару (Faro)                                                       | Фару (Faro)                                                     | 4995               | 451 006                | 90,29               |                    |                    |                    |                    |
| 11                 | Гуарда (Guarda)                                                   | Гуарда (Guarda)                                                 | 5536               | 160 939                | 29,07               |                    |                    |                    |                    |
| 12                 | Лейрия (Leiria)                                                   | Лейрия (Leiria)                                                 | 3509               | 470 930                | 134,21              |                    |                    |                    |                    |
| 13                 | Лиссабон (Lisboa)                                                 | Лиссабон (Lisboa)                                               | 2801               | 2 250 533              | 803,47              |                    |                    |                    |                    |
| 14                 | Порталегри (Portalegre)                                           | Порталегри (Portalegre)                                         | 6084               | 118 506                | 19,48               |                    |                    |                    |                    |
| 15                 | Порту (Porto)                                                     | Порту (Porto)                                                   | 2332               | 1 817 172              | 779,23              |                    |                    |                    |                    |
| 16                 | Сантарен (Santarém)                                               | Сантарен (Santarém)                                             | 6723               | 453 638                | 67,48               |                    |                    |                    |                    |
| 17                 | Сетубал (Setúbal)                                                 | Сетубал (Setúbal)                                               | 5163               | 851 258                | 164,88              |                    |                    |                    |                    |
| 18                 | Виана-ду-Каштелу (Viana do Castelo)                               | Виана-ду-Каштелу (Viana do Castelo)                             | 2219               | 244 836                | 110,34              |                    |                    |                    |                    |
| 19                 | Вила-Реал (Vila Real)                                             | Вила-Реал (Vila Real)                                           | 4309               | 206 661                | 47,96               |                    |                    |                    |                    |
| 20                 | Визеу (Viseu)                                                     | Визеу (Viseu)                                                   | 5011               | 377 653                | 75,36               |                    |                    |                    |                    |
|                    | Всего                                                             |                                                                 | 92 153             | 10 562 178             | 114,62              |                    |                    |                    |                    |

## Муниципалитеты
Муниципалитеты (муниципии; порт. municípios / concelhos, букв. «совет») являются вторым и самым стабильным уровнем административного деления Португалии. Сейчас в стране насчитывается 308 муниципалитетов. Представительными органами муниципалитетов являются Муниципальные ассамблеи, состоящие из председателей общинных советов и равного им числа членов ассамблеи, избираемых населением муниципалитета. Исполнительным органом муниципалитета является Муниципальная палата, состоящая из председателя Муниципальной палаты и членов правления (вереадоров).

## Общины
Приход (также община или фрегезия; порт. freguesia — по сути, то же, что порт. paróquia civil, букв. «гражданский приход») — низшая административная единица Португалии. Сейчас насчитывается 4261 община.
Слово «freguesia» до административной реформы 1835 года было синонимом порт. paróquia («церковный приход»). В современном значении оно, кроме административной единицы (гражданский приход, или община), также обозначает совокупность всех жителей на соответствующей территории.

## NUTS
Для целей Номенклатуры территориальных единиц для целей статистики — европейского стандарта территориального деления стран Европы для статистических целей — в Португалии выделяется NUTS-единицы трёх уровней, а также локальные административные единицы (LAU). Это деление лишь частично соответствует текущему административному делению страны.
| Уровень             | Русское название                                | Португальское название                                                         | Количество |
| ------------------- | ----------------------------------------------- | ------------------------------------------------------------------------------ | ---------- |
| NUTS 1              | Континентальная Португалия, Азоры и Мадейра     | Portugal Continental, Açores, Madeira                                          | 3          |
| NUTS 2 (Регионы)    | Комиссии областной координации + 2 авт. области | comissões de coordenação e desenvolvimento regional (CCDR) + Regiões Autónomas | 7          |
| NUTS 3 (Субрегионы) | Группы муниципалитетов                          | grupos de concelhos                                                            | 30         |
| LAU 1 (NUTS 4)      | Муниципалитеты                                  | municípios / concelhos                                                         | 308        |
| LAU 2 (NUTS 5)      | Общины                                          | freguesias                                                                     | 4261       |

## История (до 1976 года)
- В период 1836—1976 гг. административно-территориальное деление регулировалось административными кодексами[порт.] Португалии[11].
- С 1933 по 1976 год территория Португалии делилась на 11 провинций. После административной реформы 1976 года первым уровнем деления территории континентальной Португалии остались 18 округов, которые существовали и раньше, причём их границы не совпадали с провинциальными.

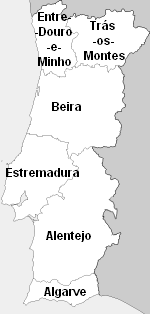
Провинции в XIX в.